# Hypomma
Hypomma is een geslacht van spinnen uit de familie hangmatspinnen (Linyphiidae).

## Soorten
De volgende soorten zijn bij het geslacht ingedeeld:
- Hypomma affine Schenkel, 1930
- Hypomma bituberculatum (Wider, 1834)
- Hypomma brevitibiale (Wunderlich, 1980)
- Hypomma clypeatum Roewer, 1942
- Hypomma coalescera (Kritscher, 1966)
- Hypomma cornutum (Blackwall, 1833)
- Hypomma fulvum (Bösenberg, 1902)
- Hypomma marxi (Keyserling, 1886)
- Hypomma nordlandicum Chamberlin & Ivie, 1947
- Hypomma subarcticum Chamberlin & Ivie, 1947